# Scarlet (álbum)
Scarlet es el cuarto álbum de estudio de la cantante y rapera estadounidense Doja Cat, lanzado el 22 de septiembre de 2023 a través de Kemosabe y RCA Records. Inspirada por su desilusión con la música pop y su insatisfacción por los críticos musicales que cuestionan su condición de rapera, Doja Cat se propuso crear una continuación «masculina» de su tercer álbum de estudio, Planet Her (2021). Musicalmente, el disco se centra predominantemente en los géneros hip hop y R&B, marcando un alejamiento de los sonidos pop de su predecesor.
Se lanzaron dos sencillos en apoyo al disco: «Paint the Town Red», que se lanzó el 4 de agosto de 2023, alcanzando el puesto número uno en el Billboard Hot 100 de EE. UU, su primer sencillo en solitario en lograrlo. También encabezó las listas de éxitos a nivel mundial, y «Agora Hills», que se lanzó como segundo sencillo el mismo dia que el álbum, siendo este transmitido a las radios rítmicas Para promocionar el álbum, Doja Cat se embarcará en The Scarlet Tour, su primera gira en Norteamérica como cabeza de cartel.
La edición de lujo del álbum, titulada Scarlet 2 Claude, se lanzó el 5 de abril de 2024, junto con su sencillo principal "Masc".

## Antecedentes
Doja Cat comenzó su carrera como rapera muy involucrada con la escena underground en su ciudad natal de Los Ángeles. Saltó a la fama en agosto de 2018 como meme de Internet, tras el éxito viral de su novelty song «Mooo!». Continuó ganando la atención del público general con su segundo álbum de estudio, que fusionaba pop y R&B, Hot Pink (2019). El remix de su destacado sencillo «Say So», que contó con Nicki Minaj, se convirtió en la primera canción de un dúo de rap femenino en alcanzar el número uno en la lista Billboard Hot 100 de Estados Unidos. El tercer álbum de estudio de Doja Cat, Planet Her (2021), continuó la mezcla pop-R&B y obtuvo un éxito comercial y de crítica. Se convirtió en el álbum más reproducido de una rapera en Spotify, y su sencillo principal, «Kiss Me More» con SZA, ganó el premio Grammy a la mejor interpretación de un dúo o grupo pop.
Después de ser nominada al premio BET a la Mejor Artista Femenina de Hip Hop en mayo de 2021, Doja Cat fue criticada por los usuarios de las redes sociales que sentían que era «demasiado pop» para ser considerada rapera. Ella respondió a las críticas en Twitter escribiendo: «Nunca me faltes el respeto como rapera. Después de la última canción que publiqué, respetarás mi pluma y eso es jodidamente eso». Ella intervino más en el debate durante un artículo de portada con Rolling Stone en diciembre, diciendo: «Cualquiera que diga que no soy rapera lo niega. No saben de qué están hablando». Unos días después de que se publicara el artículo del perfil, Doja Cat reveló en un livestream de Instagram que estaba interesada en crear un álbum doble; con un lado centrado en sus sonidos pop rap y el otro lado con 12 canciones de hip hop producidas por 9th Wonder y Jay Versace.
En una entrevista con Elle en mayo de 2022, Doja Cat abordó las afirmaciones de que no era una rapera en el "sentido tradicional" al afirmar que «ha rapeado desde el principio y, para empezar, ni siquiera podía cantar tan bien». «Mejoré mucho. Utilizo mi voz como herramienta para crear estos mundos y está bien si la gente piensa que no puedo rapear». También confirmó que su próximo cuarto álbum de estudio sería «predominantemente rap». Ella volvió a afirmar el género del  álbum en abril de 2023 al decir «no más pop» y está de acuerdo con «todos los que dijeron que la mayoría de mis versos de rap son mid y cursis. Sé que lo son. No estaba tratando de demostrar nada, simplemente disfruto haciendo música. Pero me estoy cansando de escucharlos decir que no puedo, así que lo haré». Doja Cat también nombró a sus dos álbumes anteriores como «cash grabs» y «éxitos de pop digeribles». El 26 de abril, el locutor de radio Ebro Darden compartió que tuvo la oportunidad de escuchar aproximadamente ocho canciones del álbum mientras estaba en sus «primeras etapas», y afirmó que escuchó canciones de rap. Después de que le preguntaron sobre los productores potenciales, respondió: «Ni siquiera creo que sean productores los que conocemos. Creo que ella tiene su propio grupo de productores». El 27 de agosto anunció que el álbum estaba terminado.

### Imaginería

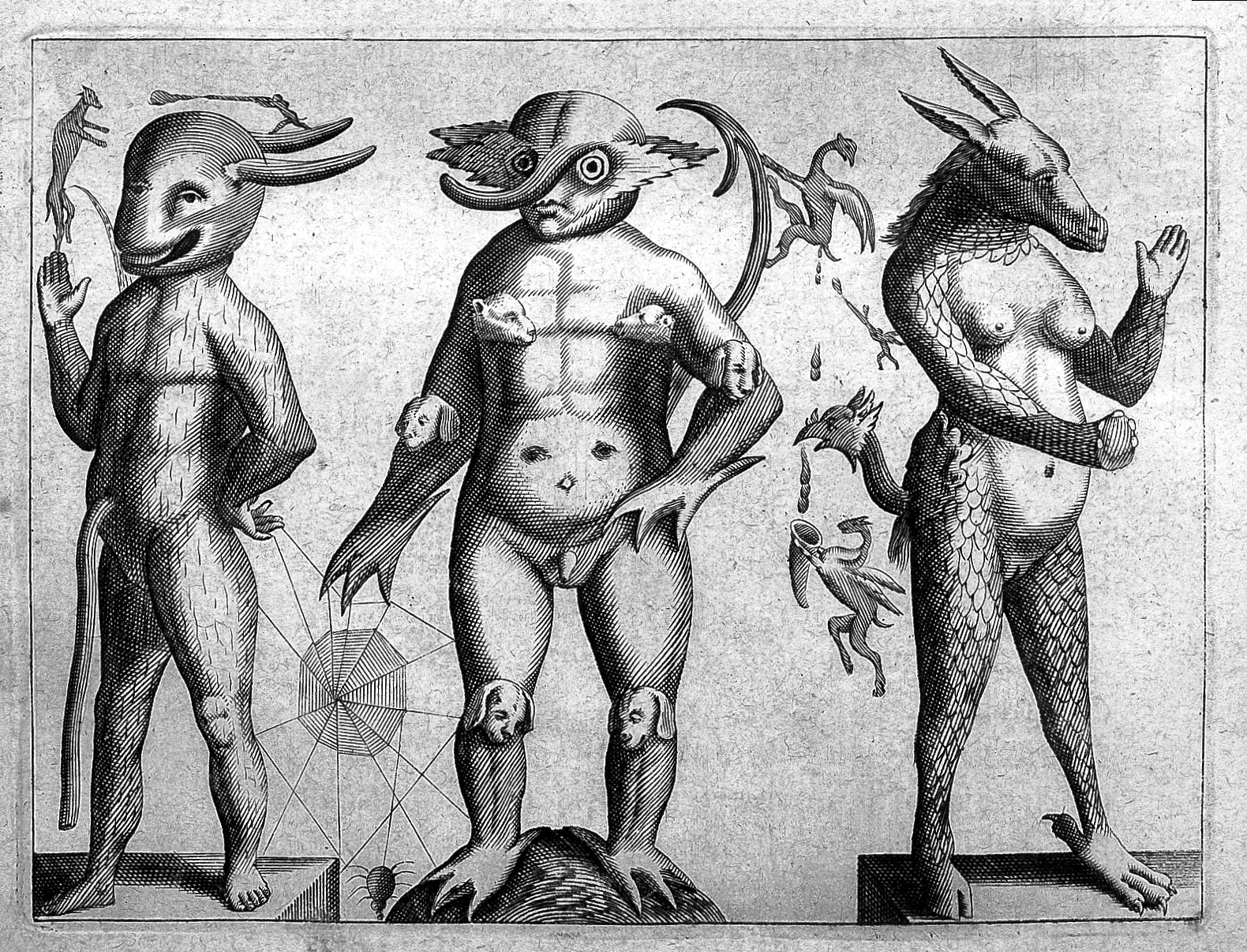
Mientras grababa el álbum, Doja Cat se inspiró en gran medida en la imaginería ocultista, como De monstris (1655) de Fortunio Liceti.

Antes del lanzamiento del álbum, Doja Cat adoptó una estética y una imagen más oscuras, afirmando que tenía «muchos sentimientos reprimidos y rabia» que quería expresar a través de la belleza, describiendo además su nuevo estilo como «punk», «experimental» y «maníaco». Inicialmente se afeitó el pelo y las cejas, y luego se hizo varios tatuajes, incluyendo una criatura de Fortunio Liceti De monstris (1655) en su brazo, una guadaña rodeando su oreja, y el esqueleto de un murciélago en la espalda, que según ella simboliza un «nuevo comienzo». A veces también llevaba lentillas rojas y maquillaje de sangre. Expresó imágenes similares en el vídeo musical de los sencillos «Attention» y «Paint the Town Red», el último de los cuales también representaba ocultismo-como pinturas de la propia Doja Cat. Estos cambios en su persona recibieron críticas de algunos fanes, que consideraron estos cambios un tanto «demoniacos» y «aterradores», y la acusaron de ser satanista, y miembro de los Illuminati. No le molestaron estas reacciones, y en febrero de 2023 tuiteó que disfrutaba «jugando con la ignorancia y la estupidez de la gente para [su] propia felicidad y beneficio personal», y luego en abril de 2023 se dirigió a sus fanes diciendo «Vuestro miedo no es mi problema».

### Título

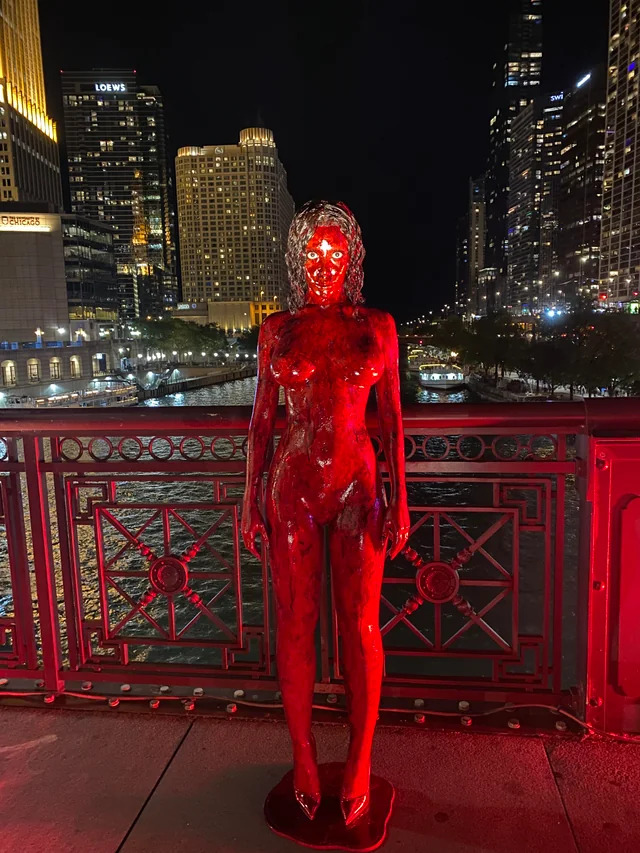
Figura de cera de Scarlet en el Chicago Riverwalk.

Doja Cat compartió un nombre para el álbum, Hellmouth, en marzo de 2023. En abril, no estaba segura de si el nombre se mantendría o no, y más tarde aclaró a la revista Interview que aún no tenía nombre para el álbum, y que el título provisional estaba sujeto a posibles cambios. Mientras hablaba con Time para su lista anual de personas influyentes, compartió que ella «podría meterse con todo el mundo y darles la vuelta a la tortilla. Pero me gusta la idea de Hellmouth porque suena bien. Y es provocativa». El 9 de mayo, reveló otro título, First of All, a través de las redes sociales, antes de retractarse el 15 de mayo. En una entrevista con Business Insider el 26 de mayo, Doja Cat reveló que la razón por la que seguía cambiando el título se debía a una combinación de indecisión y crowdsourcing. Describió el proceso de selección del título del álbum como una especie de «trastorno por déficit de atención con hiperactividad», «supongo que por accidente. Pensé que Hellmouth era el nombre del álbum, pero luego no lo era. Pero se me da bien hacer cosas en el último minuto. Así que he estado lanzando cosas al azar y leyendo comentarios y viendo cómo lo recibe la gente y luego, ya sabes, diciendo muchas veces 'no'. Es broma». Concluyó diciendo que cree que finalmente tiene un nombre para el álbum, y rápidamente añadió: «No es First of All». En un artículo para Harper's Bazaar, la autora Angie Martinez reveló que el título sería Scarlet, el 16 de agosto de 2023.

### Portada
El 29 de agosto de 2023, Doja Cat compartió inicialmente una portada de álbum en Instagram que mostraba una pintura de un gran arácnido rosado y una pequeña gota de sangre; sin texto. Los fanes se dieron cuenta de que era casi idéntica a la portada de Of Gloom, el tercer álbum de estudio de la banda alemana metalcore Chaver, cuyo lanzamiento está previsto para el mismo día que Scarlet. Ambas portadas fueron diseñadas por el artista estadounidense Dusty Ray, de quien Chaver escribió que «había estado con [ellos] desde [su] primer álbum». Doja Cat luego borró la publicación de su Instagram al día siguiente, mientras que la publicación de Chaver permaneció en línea y la banda continuó promocionando el álbum con esta portada. Al día siguiente, reveló una portada «actualizada» en la que aparecían dos arácnidos nacarados en lugar del único arácnido rosa. Cabe destacar que Scarlet es también el primer álbum de Doja Cat en el que ella no aparece en la portada.

## Composición
Durante un artículo de portada con Variety en febrero de 2023, Doja Cat expresó que Scarlet se apartará de las «cosas rosas y suaves» y de los «sonidos pop y brillantes» por los que ha destacado; optando en su lugar por una dirección sónica más «masculina». Afirmó haber engañado a propósito a periodistas y fanes haciéndoles creer que su álbum se inspiraría en 1990 música rave alemana, rock, jazz experimental y R&B, en lugar de rap. Sin embargo, más tarde se confirmó que el próximo álbum mezclará varios géneros de hip hop y R&B, aunque Doja Cat afirmó que este álbum contendría exclusivamente canciones de rap. Admitió que se había cansado de crear canciones pop, y añadió que el género ya no le entusiasma.
En una entrevista con Rolling Stone en junio de 2023, Doja amplió las influencias y la inspiración para su próximo álbum, diciendo que había estado reconectando con la música que se crio escuchando, como Erykah Badu, John Coltrane y hip hop de los 90.
Doja Cat explicó que los tres primeros sencillos de Scarlet fueron escritos durante un período antes de grabar el resto del álbum en Malibú, California en un espacio de diez días, señalando que las canciones grabadas durante el segundo período son de naturaleza muy diferente.

## Lanzamiento y promoción

### Sencillos
«Paint the Town Red», el sencillo principal de Scarlet, fue lanzado el 4 de agosto de 2023, con éxito comercial. La canción se convirtió en su primer sencillo en solitario en encabezar el Billboard Global 200, así como en la lista estadounidense Billboard Hot 100, la UK Singles Chart, el Canadian Hot 100, y las listas nacionales de otros países como Australia, Irlanda, y Nueva Zelanda.
«Agora Hills» le siguió como segundo sencillo, y fue lanzado junto con el álbum el 22 de septiembre de 2023.
Tres sencillos promocionales precedieron también al lanzamiento del álbum. El primero, «Attention», se estrenó el 16 de junio de 2023, junto con un vídeo musical dirigido por Tanu Muino. Alcanzó el top 40 en Australia, los Estados Unidos, y el Reino Unido. Le siguió «Demons» el 1 de septiembre de 2023 junto a un vídeo musical codirigido por Christian Breslauer y Doja Cat y coprotagonizado por la actriz estadounidense Christina Ricci; el tráiler se estrenó por primera vez en Cinespia en Los Ángeles el 27 de agosto. «Balut» fue lanzado como tercer sencillo promocional el 15 de septiembre de 2023.

### Tour y presentaciones en directo
El 23 de junio de 2023, Doja Cat anunció The Scarlet Tour, exactamente 67 días antes de que revelara oficialmente Scarlet como título del álbum. Será la primera gira como cabeza de cartel de su carrera; tendrá lugar en Norteamérica con las raperas Doechii y Ice Spice como teloneras. Esto se produce después de que el Hot Pink Tour en apoyo de su segundo álbum fuera cancelada debido a la pandemia de COVID-19. La gira Scarlet Tour comenzará el 31 de octubre de 2023 en San Francisco y concluirá el 13 de diciembre de 2023 en Chicago, y constará de 23 fechas en Estados Unidos y una en Canadá. El registro de fanes para la gira tuvo lugar el 25 de junio, seguido de su preventa tres días después. Las entradas salieron a la venta el 30 de junio a través de Ticketmaster.
En los 2023 MTV Video Music Awards, Doja interpretó un popurrí de «Attention», «Paint the Town Red» y «Demons», vestida con un traje gris y gafas, y seguida por múltiples bailarines que se asemejaban al alter ego «Scarlet» bañado en sangre. Justin Curto de Vulture destacó la actuación como uno de los mejores momentos de la noche, describiendo el atuendo «preppy» como «dándole a Joan Cusack en School of Rock», mientras que Joey Nolfi de Entertainment Weekly la comparó con Britney Spears en el videoclip de «...Baby One More Time». Escribiendo para Pitchfork Madison Bloom hizo eco del sentimiento de Nolfi, mientras describía la coreografía de los bailarines como la «reimaginación» de la película Suspiria de Luca Guadagnino y elogiaba la actuación como una de las mejores de la noche.

### Scarlet 2 Claude
Durante una entrevista en The Therapy Gecko Podcast en febrero de 2024, Doja Cat confirmó que se estaba preparando para lanzar Scarlet 2 Claude, la edición de lujo de Scarlet. Lleva el título de Claude Frollo, el antagonista de la novela de Victor Hugo de 1831 El Jorobado de Notre-Dame. Eligió nombrar la edición en honor a Frollo porque sentía que su personalidad tiránica "se conecta con la historia de Scarlet de alguna manera" y sirve como una "metáfora de las personas que los creativos soportan a diario en un mundo más grande", a mayor escala." El 29 de marzo, Doja Cat anunció el sencillo principal de la edición de lujo, "Masc", y compartió la portada del álbum. Algunos fans comentaron que la obra de arte se parecía a lana de oveja o vello púbico; en respuesta, criticó estas comparaciones y explicó que la portada es una foto en primer plano de su cabello, cuya textura muy enrollada está clasificada como 4C. Scarlet 2 Claude se lanzó el 5 de abril de 2024 y contiene siete temas nuevos. "Masc" con Teezo Touchdown fue lanzado simultáneamente como sencillo principal, acompañado de un vídeo musical dirigido por Doja Cat y Jamal Peters.

## Recepción crítica
Scarlet recibió críticas generalmente positivas por parte de la crítica musical. En Metacritic, que asigna una puntuación media ponderada basada en valoraciones de publicaciones, el álbum obtuvo una puntuación de 72 sobre 100 basada en seis críticas, lo que indica «críticas generalmente favorables».
Escribiendo para Variety Jem Aswad calificó Scarlet como el mejor álbum de Doja Cat, elogiando la composición y la producción del disco. Encontró algunos «fallos en un par de puntos», pero escribió que el álbum «establece un nuevo listón en múltiples niveles, y no sólo para las raperas». PJ Somerville de The Line of Best Fit predijo que Scarlet sería un disco divisivo, pero alabó la habilidad de Doja Cat para «pintar un cuadro vívido» y «crear un éxito».  Roisin O'Connor de The Independent elogió cómo Doja Cat incorporaba los estilos de sus influencias musicales, destacando la «despreocupación de ojos abiertos» de Nicki Minaj en «Gun», los «preciosos» croons de D'Angelo en «Often» y los «tonos sedosos y peligrosos» de Kendrick Lamar en «Demons».
Nick Levine, de NME, consideró que Scarlet era un álbum "demasiado largo, ligeramente repetitivo pero, en última instancia, convincente, de dos mitades." A Alexis Petridis de The Guardian no le gustó la estructura «extraña» del álbum y el enfoque distorsionado de sus canciones de amor. Larisha Paul de Rolling Stone consideró que Scarlet era «otro capítulo más» de Doja Cat «quemando las páginas del libro de reglas del estrellato pop». Concluyendo su crítica para Clash, Madeline Smith escribió, «En el fondo, Scarlet es una interesante exploración del mundo de los viajes del ego, las trampas de la fama, el escapismo y la novedad, una desviación bienvenida con un elevado sentido de la madurez y la delicadeza».
| Publicación   | Reconocimiento                     | Posición | Ref.    |
| ------------- | ---------------------------------- | -------- | ------- |
| Billboard     | The 50 Best Albums of 2023         | 7        | [ 107 ] |
| BrooklynVegan | 25 Best Rap Albums of 2023         | 9        | [ 108 ] |
| Clash         | Albums Of The Year 2023            | 38       | [ 109 ] |
| Complex       | The 50 Best Albums Of 2023         | 4        | [ 110 ] |
| HuffPost      | The Best Albums Of 2023            |          | [ 111 ] |
| Hypebeast     | The Best Music Projects of 2023    |          | [ 112 ] |
| NPR Music     | Best Albums of 2023                |          | [ 113 ] |
| Stereogum     | The 10 Best Rap Albums Of 2023     | 5        | [ 114 ] |
| Uproxx        | The 2023 Uproxx Music Critics Poll | 28       | [ 115 ] |
| Variety       | The Best Albums of 2023            | 3        | [ 116 ] |

## Recepción comercial
Scarlet debutó oficialmente en el número cuatro en el Billboard 200 el 7 de octubre de 2023. El álbum vendió 72.000 unidades equivalentes a álbum en su primera semana, de las cuales 6.000 fueron ventas puras de álbumes. Este marcó el tercer álbum entre los diez primeros de Doja en los Estados Unidos. Scarlet también abrió en el número dos en las listas Top R&B/Hip-Hop Albums y Top Rap Albums, convirtiéndose en su primera entrada en esta última.
A nivel internacional, el álbum alcanzó el top 30 en todos los territorios en los que se ubicó, con la excepción de Nigeria, donde alcanzó el puesto 45. En el Reino Unido, "Scarlet" debutó en el número cinco en la UK Albums Chart. El álbum también alcanzó su punto máximo entre los diez primeros en Nueva Zelanda, Canadá, Australia, Noruega, Eslovaquia, Lituania, los Países Bajos y la República Checa, mientras que alcanzó el top veinte en Polonia, Suiza, Francia, Irlanda, Suecia, Dinamarca, Finlandia y Croacia.

## Lista de canciones
Todas las letras escritas por Amala Zandile Dlamini..
| Scarlet standard track listing |                        |                    |          |  |
| N.º                            | Título                 | Producer(s)        | Duración |  |
| 1.                             | «Paint the Town Red»   | Earl on the Beat   | 3:51     |  |
| 2.                             | «Demons»               | D.A. Got That Dope | 3:15     |  |
| 3.                             | «Wet Vagina»           | McKenzie           | 3:12     |  |
| 4.                             | «Fuck the Girls (FTG)» | McKenzie           | 2:32     |  |
| 5.                             | «Ouchies»              | London on da Track | 2:02     |  |
| 6.                             | «97»                   | Barsh              | 3:01     |  |
| 7.                             | «Gun»                  | McKenzie           | 3:01     |  |
| 8.                             | «Go Off»               | McKenzie           | 3:17     |  |
| 9.                             | «Agora Hills»          | Earl on the Beat   | 4:25     |  |
| 10.                            | «Can't Wait»           | Earl on the Beat   | 3:55     |  |
| 11.                            | «Often»                | Jay Versace        | 3:18     |  |
| 12.                            | «Love Life»            | Jay Versace        | 3:56     |  |
| 13.                            | «Skull and Bones»      | Ayo the Producer   | 4:08     |  |
| 14.                            | «Attention»            | Y2K                | 4:35     |  |
| 15.                            | «Balut»                | Yeti Beats         | 3:27     |  |
| 51:54                          |                        |                    |          |  |

| Digital edition |                 |                  |          |  |
| N.º             | Título          | Producer(s)      | Duración |  |
| 9.              | «Shutcho»       | Earl on the Beat | 3:07     |  |
| 17.             | «WYM Freestyle» | McKenzie         | 2:04     |  |
| 57:02           |                 |                  |          |  |

Notas
- «Paint the Town Red» contiene una muestra de «Walk On By», escrita por Burt Bacharach y Hal David, e interpretada por Dionne Warwick.
- «Shutcho» contiene una muestra de «I'm Not in Love», escrita por Eric Stewart y Graham Gouldman, e interpretada por 10cc.
- «Ouchies» contiene una muestra de «Come On», escrita por Luther Campbell e interpretada por Luke.
- «Agora Hills» contiene una muestra de «All I Do Is Think of You», escrita por Brian Holland y Michael Lovesmith, interpretada por Troop.
- «Can't Wait» contiene una muestra de «Impeach the President», escrita por Roy C. Hammond, interpretada por los Honey Drippers.
- «Balut» contiene un sample de Ric Flair.

## Posicionamiento en listas
| Chart (2023)                            | Peak position |
| --------------------------------------- | ------------- |
| Australia (ARIA)                        | 5             |
| Bélgica (Ultratop flamenca)             | 30            |
| Bélgica (Ultratop valona)               | 23            |
| Canadá (Billboard Canadian Albums)      | 4             |
| República Checa (ČNS IFPI)              | 6             |
| Países Bajos (Album Top 100)            | 6             |
| Finlandia (Suomen Virallinen Lista)     | 16            |
| Francia (SNEP)                          | 12            |
| Alemania (Offizielle Top 100)           | 29            |
| Islandia (Plötutíðindi)                 | 21            |
| Irlanda (OCC)                           | 13            |
| Italia (FIMI)                           | 22            |
| Lituania (AGATA)                        | 5             |
| Nueva Zelanda (RMNZ)                    | 2             |
| Noruega (VG-lista)                      | 4             |
| Escocia (Scottish Albums Chart)         | 30            |
| Eslovaquia (ČNS IFPI)                   | 4             |
| Suecia (Sverigetopplistan)              | 14            |
| Suiza (Schweizer Hitparade)             | 11            |
| Reino Unido (UK Albums Chart)           | 5             |
| Reino Unido (UK R&B Albums)             | 2             |
| Estados Unidos (Billboard 200)          | 4             |
| Estados Unidos (Top R&B/Hip-Hop Albums) | 2             |

## Historial de lanzamiento
| Región | Fecha                    | Formato(s)                      | Discográfica  | Ref.            |
| ------ | ------------------------ | ------------------------------- | ------------- | --------------- |
| Varios | 22 de septiembre de 2023 | CD, descarga digital, streaming | Kemosabe, RCA | [ 143 ] [ 144 ] |

## Scarlet 2 Claude
Scarlet 2 Claude (estilizado como Scarlet 2 CLAUDE) es la edición de lujo del cuarto álbum de estudio de Doja Cat, Scarlet (2023). Fue lanzado a través de Kemosabe y RCA Records el 5 de abril de 2024. La edición de lujo contiene siete temas nuevos y cuenta con apariciones como invitados de ASAP Rocky y Teezo Touchdown. Fue apoyado por el single principal «Masc».

### Antecedentes y lanzamiento
Durante una entrevista en The Therapy Gecko Podcast en febrero de 2024, Doja Cat confirmó que se estaba preparando para lanzar la edición de lujo de Scarlet, llamada provisionalmente Scarlet 2: Claude Frollo.  El 29 de marzo, Doja Cat anunció el sencillo principal de la edición de lujo, «Masc», y compartió la portada del álbum. Scarlet 2 Claude fue lanzado el 5 de abril de 2024, conteniendo siete temas nuevos. «Masc» featuring Teezo Touchdown fue lanzado simultáneamente como su single principal, acompañado de un video musical dirigido por Doja Cat y Jamal Peters.

### Título y portada
Scarlet 2 Claude se titula así por Claude Frollo, el antagonista de la novela de Victor Hugo de 1831 El Jorobado de Notre-Dame. En The Therapy Gecko Podcast, Doja Cat reveló que decidió bautizar la edición con el nombre de Frollo porque sentía que su personalidad tiránica «conecta con la historia de “”Escarlata“” de alguna manera», y sirve como «metáfora de las personas que los creativos soportan a diario en un panorama más amplio, a mayor escala. «
El 29 de marzo, Doja Cat compartió la portada del álbum. Algunos fans comentaron que se parecía a lana de oveja o vello púbico. En respuesta, Doja Cat criticó estas comparaciones y explicó que «un fotógrafo me hizo una foto de la parte superior de la cabeza. La ampliamos e hicimos que la portada de mi álbum fuera mi pelo. Así que mi pelo, para describirlo, es de textura 4C", refiriéndose a la clasificación según el Andre Walker Hair Typing System.

### Lista de canciones
Todas las letras escritas por Amala Zandile Dlamini..
| Scarlet 2 Claude track listing |                              |             |          |  |
| N.º                            | Título                       | Producer(s) | Duración |  |
| 1.                             | «Acknowledge Me»             |             | 3:10     |  |
| 2.                             | «Disrespectful»              |             | 2:36     |  |
| 3.                             | «Urrrge» (con ASAP Rocky)    |             | 2:32     |  |
| 4.                             | «Okloser»                    |             | 2:49     |  |
| 5.                             | «Masc» (con Teezo Touchdown) |             | 3:25     |  |
| 6.                             | «Piss»                       |             | 2:35     |  |
| 7.                             | «Headhigh»                   | Dlamini     | 3:19     |  |
| 77:26                          |                              |             |          |  |

### Charts
| Chart (2024)         | Peak position |
| -------------------- | ------------- |
| Nueva Zelanda (RMNZ) | 21            |

### Historial de Lanzamiento
| Región | Fecha              | Formato(s)                  | Discográfica  | Ref.    |
| ------ | ------------------ | --------------------------- | ------------- | ------- |
| Varios | 5 de abril de 2024 | Descarga digital, streaming | Kemosabe, RCA | [ 150 ] |